# هوشنگ خانشقاقی
هوشنگ خانشقاقی (۱۲۹۹ تهران - ۱۳۸۵ تهران) طراح و مهندس اهل ایران است. خاشنقاقی طراح و سازنده ساختمان خانشقاقی، اولین ساختمان بلندمرتبه تهران و ایران است.

## زندگی‌نامه

### اوایل زندگی
هوشنگ خانشقانی در سال ۱۲۹۹ زاده شد. پدر او سرلشکر هادی خانشقاقی نظامی بود و مادرش شوکت‌الملوک خواجه‌نوری نقاش حرفه‌ای بود که از کودکی نزد کمال الملک تعلیم دیده بود. همچنین پدربزرگ وی میرزا مهدی خانشقاقی (ممتحن الدوله) اولین معمار ایرانی بود که در پاریس رشته معماری خوانده بود و از طراحی‌های او می‌توان به ساختمان بهارستان و مسجد سپهسالار اشاره کرد.
پدرش همیشه اصرار داشت که او هم مثل او حرفه نظامی گری را دنبال کند و مخالف ورود او به دانشکده فنی بود، اما او علاقه وافری به مهندسی و معماری داشت و با اصرار پدرش را راضی کرد که در دانشکده مهندسی شرکت کند. او در سال ۱۳۱۷ به دانشکده فنی وارد شد و در سال ۱۳۲۲ فارغ‌التحصیل شد.

## زندگی شخصی
هوشنگ خانشقاقی اگرچه فرزند یک نظامی (حصن الدوله خانشقاقی) و یکی از شاگردان مستقیم کمال الملک، شوکت‌الملوک خواجه نوری (شقاقی) است، اما نسبت اصلی خود را که خلاقیت و خستگی ناپذیری است، از پدربزرگ خود میرزا مهدی خان شقاقی (ممتحن الدوله) به ارث می‌برد که نخستین معمار دانش‌آموخته ایران در پاریس و طراح ساختمان‌های مهمی چون مجلس شورای ملی، مسجد سپهسالار (مطهری)، قصر فیروزه، پارک اتابک و… در عهد ناصری بوده‌است.
یک چنین میراث بزرگی هم هست که بالاخره او را وامی‌دارد که با وجود اصرار پدر بر نظامی شدن، راه پدربزرگ را در پیش بگیرد و در سال ۱۳۱۷ جذب دانشکده فنی و در سال ۱۳۲۲ در رشته راه و ساختمان فارغ‌التحصیل شود. او در این دانشکده که تنها ۴ سال از تأسیس آن می‌گذشت، تحت تعلیم مهندسان و استادان وقت آن زمان قرار می‌گیرد و آماده می‌شود تا به دانشگاه دیگری قدم بگذارد که خود بنیان‌گذار آن به‌شمار می‌رود. در این دانشگاه دیگر نه استادی هست و نه راهنمایی و نه همکلاسی ای که او را همراهی کند. تنها راهنمای او دیده‌ها و دریافت‌ها و کتاب‌هایی است که در کتابخانه دانشکده فنی می‌بیند و می‌یابد و می‌خواند.
در دورانی که مهندس خانشقاقی از دانشگاه فارغ‌التحصیل می‌شود تمام پروژه‌های عمرانی کشور در دست مهندسان خارجی بود اما این حضور فراگیر خارجی‌ها در ساخت و ساز معاصر ایران و این نقص‌های فنی و کمبود وسایل در دست مهندسان ایرانی که یک لحظه ذهن خلاق و جستجوگر خانشقاقی را راحت نمی‌گذاشت و عشق به وطن و نفرت از حضور بی واسطه بیگانگان او را به تلاش مضاعفی وامی‌دارد که برخی به نتیجه می‌رسد و برخی در پیچ و خم بروکراسی وابسته آن دوران ناکام می‌ماند. شاید به همین انگیزه هم بوده که چند سال بعد و بعد از بازدید از یک ساختمان بلندمرتبه پاریس (یک هتل) و پیش از آن که اجازه دهد این افتخار نصیب بیگانگان شود، به فکر ساخت یک برج در تهران و در شرق میدان مخبرالدوله می‌افتد.
این ساختمان ۱۰ طبقه که هیچ نوع و نمونه و نظیری تا آن زمان در ایران نداشت و بعدها از بالا و بلندا و بام آن می‌شد دومین برج تهران و اثر یک معمار آلمانی (ساختمان پلاسکو) را دید که در سال ۱۳۲۸ آغاز می‌گردد و بدون آن که موجب ریزش ساختمان‌های خشتی و گلی و کناری شود، با یک سری ابتکارات و فناوری‌های ناموجود در ایران با بتن آرمه یکپارچه در سال ۱۳۳۰ به منصه ظهور می‌رسد. این ساختمان نیاز به آسانسور نیز داشت ولی با توجه به قیمت‌های بالای شرکت‌های خارجی مهندس خانشقاقی تصمیم به ساخت آسانسور می‌گیرد. ساختن آسانسور مسلماً ساده نبوده‌است اما مهندس به کمک اشیای رده خارج مانده از جنگ جهانی دوم و تبدیل جعبه دنده‌های مختلف موفق به ساخت آسانسور می‌شود و در نهایت آسانسور را راه اندازی می‌کند.
بدین ترتیب مهندس خانشقاقی توانایی فنی بالایی به دست می‌آورد که جدای از دانش مهندسی ساختمان و مجسمه‌سازی و نقاشی‌هایش باید به بررسی آن پرداخت. ساخت هواپیمای بدون موتور، طرح هلیکوپتری که بتواند بدون آسیب رساندن به مردم در خیابان بنشیند، ساخت و استفاده از ماشین شمع کوبی در طرح بندر امام و طراحی و ساخت ادوات و امکانات دیگری که می‌توانست در زمان خود و به عنوان نوع و نمونه ایرانی آن به بهره‌برداری وسیع برسد، همه از افتخارات کوچک و بزرگی است که این مهندس و معمار ایرانی در سال‌های دور این سرزمین پی می‌گیرد و به انجام می‌رساند. چیزی که به اعتقاد همسرش فاطمه غفاری حاصل یک عمر ابتکار و پشتکار و شجاعت مهندس خانشقاقی بوده‌است.
مهندس خانشقاقی در واپسین روزهای عمر خود همواره این تعبیر را به کار می‌برد: «من و آدم‌هایی نظیر من فکر نمی‌کنیم موجودات فوق‌العاده‌ای هستیم. ما آدم‌هایی عادی هستیم عادی و مثل پیچ. ماشینی هست که شما می‌خواهید آن را درست کنید و احتیاج به یک پیچ دارد. به اوراقچی مراجعه و این پیچ را پیدا می‌کنید و سرجایش می‌گذارید و ماشین راه می‌افتد؛ ماهمان پیچ هستیم. باید ما را پیدا می‌کردند و سرجایمان قرار می‌دادند، اما رسم روزگار خلاف این بود. همین پیچ‌هایی را که مثال زدم دنیا را عوض می‌کردند. برعکس ممالک مترقی جهان، در مملکت ماکسی نبود که وقتش را صرف پیدا کردن این پیچ‌ها کند و حتی اگر پیدا می‌کردند هم آن را دور می‌انداختند.»